# Smilax corbularia
Smilax corbularia är en enhjärtbladig växtart som beskrevs av Carl Sigismund Kunth. Smilax corbularia ingår i släktet Smilax och familjen Smilacaceae.

## Underarter
Arten delas in i följande underarter:
- S. c. corbularia
- S. c. woodii